# Gefügedichter Leichtbeton
Bei gefügedichtem Leichtbeton (auch Konstruktionsleichtbeton) handelt es sich um einen Beton, der im ofentrockenen Zustand eine Rohdichte von mindestens 800 kg/m³ und höchstens 2000 kg/m³ besitzt und ein geschlossenes Gefüge aufweist.
Die Zusammensetzung von gefügedichtem Leichtbeton entspricht der von Normalbeton. Als Gesteinskörnung werden jedoch porige Körner, z. B. aus Blähton oder Bims, verwendet, wodurch die geringere Rohdichte erzielt wird. Die erreichbaren Festigkeiten sind mit denen von Normalbeton vergleichbar. Daher eignet sich gefügedichter Leichtbeton für Stahl- und Spannbetonbauwerke.

## Eigenschaften

### Rohdichte
Konstruktionsleichtbeton wird normativ in die Rohdichteklassen 1,0 – 1,2 – 1,4 – 1,6 – 1,8 – 2,0 eingeteilt, welche den Rohdichten zwischen 800 und 2000 kg/m³ entsprechen. Welche Rohdichte erzielt wird, ist von der gewählten Gesteinskörnung abhängig.

### Druckfestigkeit
Die Druckfestigkeit ist eine der wichtigen Eigenschaften des Betons. Die DIN EN 206 schreibt zur Einstufung eine Prüfung nach 28 Tagen vor, die anhand von Würfeln mit 15 cm Kantenlänge (Probewürfeln) oder 30 cm langen Zylindern mit 15 cm Durchmesser durchgeführt wird. Mit der ermittelten Druckfestigkeit lässt sich der Konstruktionsleichtbeton einer der Festigkeitsklassen zuordnen, die der unten stehenden Tabelle zu entnehmen sind. Ein Konstruktionsleichtbeton der Festigkeitsklasse LC12/13 hat danach die charakteristische Zylinderdruckfestigkeit von 12 N/mm² sowie eine charakteristische Würfeldruckfestigkeit von 13 N/mm². Die Buchstaben „LC“ in der Nomenklatur stehen für englisch: „Light Concrete“.
Für die Druckfestigkeit von Konstruktionsleichtbeton ist die Kornfestigkeit der Gesteinskörnung entscheidend, da diese in der Regel kleiner als die des Zementsteins ist. Eine hohe Druckfestigkeit ist somit an eine höhere Rohdichte gebunden.
Gefügedichter Leichtbeton besitzt im Vergleich zu Normalbeton einen geringeren Elastizitätsmodul.
| Druckfestigkeitsklassen für Leichtbeton nach DIN EN 1992 |                                                   |                                                |
| Festigkeitsklasse                                        | charakteristische Zylinderdruckfestigkeit (N/mm²) | Mittelwert der Zylinderdruckfestigkeit (N/mm²) |
| LC12/13                                                  | 12                                                | 17                                             |
| LC16/18                                                  | 16                                                | 22                                             |
| LC20/22                                                  | 20                                                | 28                                             |
| LC25/28                                                  | 25                                                | 33                                             |
| LC30/33                                                  | 30                                                | 38                                             |
| LC35/38                                                  | 35                                                | 43                                             |
| LC40/44                                                  | 40                                                | 48                                             |
| LC45/50                                                  | 45                                                | 53                                             |
| LC50/55                                                  | 50                                                | 58                                             |
| LC55/60                                                  | 55                                                | 63                                             |
| LC60/66                                                  | 60                                                | 68                                             |
| LC70/77                                                  | 70                                                | 78                                             |
| LC80/88                                                  | 80                                                | 88                                             |

### Wärmeleitfähigkeit und Wärmedehnung
Die im Vergleich zum Normalbeton geringere Wärmeleitfähigkeit des Konstruktionsleichtbetons ist auf die Porigkeit der Gesteinskörnung zurückzuführen. Sie wird somit von der Art und Menge der Gesteinskörnung bestimmt. Mit steigender Rohdichte nimmt die Wärmeleitfähigkeit zu. Die Wärmedehnzahl ist kleiner als die von Normalbetonen und kann mit 8·10−6 1/K angesetzt werden.
| Wärmeleitfähigkeit Leichtbetons nach DIN 4108 |                   |                              |
| Rohdichteklasse                               | Rohdichte (kg/m³) | Wärmeleitfähigkeit (W/(m·K)) |
| D 1,0                                         | 800               | 0,39                         |
| D 1,0                                         | 900               | 0,44                         |
| D 1,0                                         | 1000              | 0,49                         |
| D 1,2                                         | 1100              | 0,55                         |
| D 1,2                                         | 1200              | 0,62                         |
| D 1,4                                         | 1300              | 0,70                         |
| D 1,4                                         | 1400              | 0,79                         |
| D 1,6                                         | 1500              | 0,89                         |
| D 1,6                                         | 1600              | 1,0                          |
| D 1,8                                         | 1800              | 1,15                         |
| D 2,0                                         | 2000              | 1,35                         |

## Normen
- DIN EN 1992-1-1 und NA
- DIN EN 206 / DIN 1045-2